# Lwin Ko Latt
Lwin Ko Latt (en birmano: လွင် ကို လတ်; 20 de enero de 1976) es un activista y político birmano que se desempeñó como miembro de la Cámara de Representantes del municipio de Thanlyin desde 2016 hasta su destitución en el golpe de Estado de 2021. Es miembro del Comité Representante del Pyidaungsu Hluttaw.

## Carrera política
En las elecciones generales de Myanmar de 2015, Lwin Ko Latt compitió en el distrito electoral del municipio de Thanlyin para el Pyithu Hluttaw, por la Liga Nacional para la Democracia, y ganó un escaño con 70 380 votos.
En las elecciones generales de Myanmar de 2020, fue reelegido como diputado por el municipio de Thanlyin, pero no se le permitió asumir su escaño debido al golpe de Estado militar.
El 5 de febrero de 2021, a raíz del golpe de Estado en Myanmar de 2021, se convirtió en miembro del Comité Representante del Pyidaungsu Hluttaw. Para luego, el 2 de marzo de 2021, el CRPH lo nombrara Ministro en funciones de la Oficina del Presidente y Ministro en funciones de la Oficina del Gobierno de la Unión.